# سيدي بوعلي
سيدي بوعلي (sidi bou a'li) هي إحدى مدن الجمهورية التونسية، تقع في وسط ولاية سوسة الساحلية، فاق تتعداد سكان المدينة ال10,000 نسمة حسب احصائيات 2014 ، تبرغ مساحتها 2,5كم² ، يعبر المدينة الطريق الوطنية رقم واحد (وط١/p1)، و يحدها شرقا الطريق السيارة A1 ، تبعد عن مدينة سوسة حوالي20كم ، و عن مدينة تونس العاصمة حوالي 140كم
.
إشتهرت المدنية سابقا بزراعاتها لكن شهد هذا النشاط تراجعا كبير في الآونة الاخيرة
كما تعرف بمصنع منتجات الحليب tunis lait الذي اغلق و توقف عمله نتيجة افلاس الشركة منذ 2019 ، ينتظر اعادة تشغيل المصنع في السنوات القادمة
كما تنتشر بها بعض المؤسسات الصناعات خاصة معامل تصنيع الملابس

## أعلام
- حاتم بن عثمان

### مواضيع ذات علاقة
- ولاية سوسة.